# Kloster Wonnenstein
Das Kloster Wonnenstein, auch genannt Kloster Mariä Rosengarten, ist ein Kapuzinerinnenkloster, das als innerrhodische Exklave im Gebiet der Gemeinde Teufen (Kanton Appenzell Ausserrhoden) liegt.
Es wurde 1379 als Beginenkloster gegründet und nahm 1596 die Kapuzinerinnenreform (Pfanneregger Reform) an. Nach der 1597 erfolgten Appenzeller Landteilung war die territoriale Zugehörigkeit Wonnensteins umstritten, bis 1870 ein Bundesbeschluss festlegte, dass alles Gebiet innerhalb der Klostermauern zu Appenzell Innerrhoden gehöre. Dort ist es dem Bezirk Schlatt-Haslen zugeordnet. Ein Neubau des Klosters und der Kirche erfolgte 1687. Eine weitere Innerrhoder Exklave im Kanton Appenzell Ausserrhoden ist das Kloster Grimmenstein.
Die Wonnensteiner Schwesterngemeinschaft führte ein kontemplatives Leben mit Gebet und Handarbeit. Die Schwestern stellten Salben, Tinkturen und Schnäpse her und verdienten so ihr Auskommen. Die Kirche wurde bei Renovierungsarbeiten zu Beginn des 20. Jahrhunderts stark verändert. An der Hauptschiffwand, rechts vom Eingang, befindet sich eine Pietà aus dem späten 15. Jahrhundert. Sie wird von Rainald Fischer als «das bedeutendste spätgotische Bildwerk in Innerrhoden» bezeichnet.
Seit 2020 lebt nur noch eine Nonne in diesem Kloster. Schon vorher wurde über die Zukunft dieses Kloster gestritten. Es stehen sich der Verein Kloster Wonnenstein als Besitzer der Klosters und die Interessengemeinschaft Das Kloster Wonnenstein gehört den Frauen gegenüber.